# Zhi Gin Lam
Zhi Gin Andreas Lam (林志堅S, Lam Zhi GinP; Amburgo, 4 giugno 1991) è un calciatore tedesco, difensore o centrocampista del TuS Dassendorf.

## Biografia
Zhi Gin Lam nasce nel 1991 da padre di Hong Kong e madre tedesca di Amburgo. È cresciuto nel quartiere di Lohbrügge ad Amburgo.